# G.992.1
Die Richtlinie G.992.1 Asymmetric digital subscriber line (ADSL) transceivers der ITU-T beschreibt die Bitübertragungsschicht der Schnittstellen von Sende- und Empfangseinrichtungen für ADSL über Kupferdoppeladern von Telefonnetzen. Als Modulationsverfahren wird DMT verwendet – die Richtlinie G.992.1 wird deshalb auch mit G.dmt bezeichnet.
In G.992.1 sind verschiedene Übertragungskanäle in Verbindung mit drei Realisierungen spezifiziert:
1. ADSL und Sprachdienste (POTS) gleichzeitig über dieselbe Doppelader (in Annex A)
2. ADSL und ISDN-Dienste gleichzeitig über dieselbe Doppelader (in Annex B)
3. ADSL und Sprachdienste gleichzeitig über dieselbe Doppelader und mit TCM-ISDN (Time Compression Multiplex; entsprechend G.961 Appendix III) in einer angrenzenden Doppelader. (in Annex C)

Das beschriebene ADSL hat in Abhängigkeit von der technischen Ausführung und Umgebung Datenübertragungsraten von etwa 8 Mbit/s downstream und 1 Mbit/s upstream.

## Annex A

Frequenz- bzw. Kanalaufteilung der verschiedenen ADSL-Normen
POTS / bei Annex B: ISDN
Schutzband
ADSL Upstream
ADSL Downstream

Die Spezifikationen von Annex A („ADSL over POTS“) können nur bei analogen Telefonanschlüssen oder reinen Datenanschlüssen verwendet werden. Dabei wird ein größerer Frequenzbereich für DSL verwendet, der darunterliegende Bereich (unter 25 kHz) ist noch ausreichend für analoge Telefonie, nicht jedoch für ISDN.
Auch bei den ADSL-Weiterentwicklungen ADSL2/2+ nach ITU G.992.3 und G.992.5 beschreibt Annex A die Spezifikation für den Betrieb an Analoganschlüssen und reinen Datenanschlüssen. Der für den Upstream genutzte Frequenzbereich reicht bei Annex A von 25 kHz bis 138 kHz, für den Downstream werden die Frequenzen ab 138 kHz bis 1,1 MHz (bei ADSL2+ bis 2,2 MHz) verwendet.

## Annex B
Annex B ist für digitale Telefonanschlüsse des ISDN konzipiert („ADSL over ISDN“). ADSL liegt dabei auf einem hohen Frequenzband, im darunter liegenden Bereich werden ISDN oder analoge Signale übertragen (beides funktioniert, da dieser Frequenzbereich breiter ist als bei Annex A: die benötigte Bandbreite für ISDN beträgt 120 kHz, die Bandbreite für analoge Telefonie nur bis 3,4 kHz). Der Upstreambereich liegt bei Annex B zwischen 138 kHz und 276 kHz, der Downstreambereich zwischen 276 kHz und 1,1 MHz (bei ADSL2+ 2,2 MHz). 

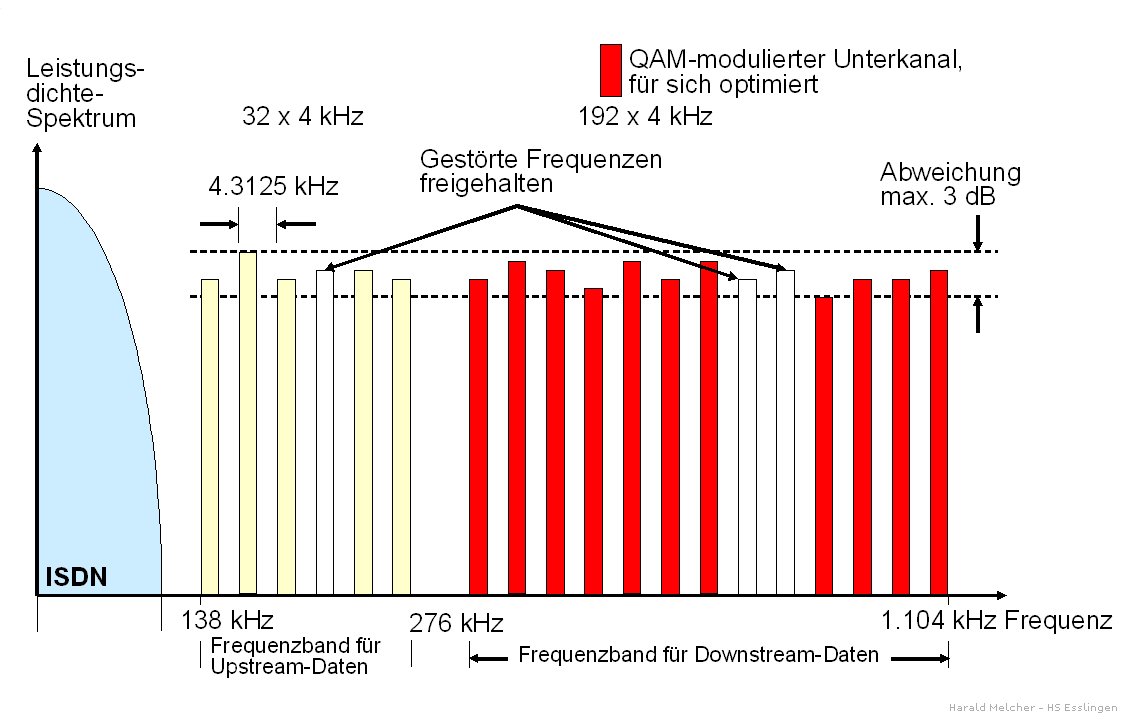
Spektrum der Discrete Multitone Modulation auf der Übertragungsstrecke

Auch bei den ADSL-Weiterentwicklungen ADSL2/2+ gemäß ITU G.992.3 und G.992.5 beschreibt Annex B die Spezifikation für den Betrieb an ISDN-Anschlüssen mit eingeschränktem DSL-Frequenzband.

## Unterschiede
Annex A und Annex B sind physikalisch unterschiedlich aufgebaut.
Durch die Aussparung des reichweitenstärksten, dämpfungsärmsten Frequenzspektrums bei Annex B wegen dessen Verwendung für die ISDN-Signale ist die Reichweite von Annex B gegenüber Annex A um durchschnittlich ½ km geringer bzw. die erzielbare Downstream-Datenrate fällt bei identischer Teilnehmeranschlussleitung um etwa 1,5 Mbit/s bzw. an längeren Anschlussleitungen mit ca. 50 dB Leitungsdämpfung bei 300 kHz um bis zu 1 Mbit/s niedriger aus.
Das neuere, besonders reichweitenstarke ADSL-Protokoll Reach-Extended-ADSL2, das beispielsweise seit Frühjahr 2006 in Frankreich landesweit von France Telecom bei langen Anschlussleitungen eingesetzt wird, ist zudem ausschließlich für ADSL-over-POTS definiert. Auch die ADSL2/2+ Varianten nach ITU G.992.3/5 Annex M mit höherem Upstream bis zu 3,5 Mbit/s sind nicht für ADSL-over-ISDN verfügbar.
Bei einigen DSL-Modems (z. B. der 2006 eingeführten Fritz!Box 7170) kann die verwendete Annex-Variante durch Einspielen einer anderen Firmware geändert werden. Da die Hardware dieser DSL-Modems aber grundsätzlich entweder auf Annex A oder Annex B abgestimmt ist, ist die Leistung eines derartigen Modems nach einer solchen Firmware-Änderung eingeschränkt. Neuere Fritzboxen mit einer internationalen Version der Firmware haben diese Einschränkung nicht.

## ADSL2/2+
Mit den Normen ITU G.992.3/5 mit Annex A, B, M sowie J, wurden die maximalen Datenraten in Empfangs- und Senderichtung bei ADSL2/2+ erhöht.

## Verbreitung
Deutschland ist das weltweit einzige Land, in dem Annex A nicht verwendet wird, d. h. Annex B wird auch an Analoganschlüssen sowie bei ADSL-Schaltung ohne herkömmliche Sprachtelefonie (entbündeltes DSL, NGN, Bitstromzugang) verwendet. Die Deutsche Telekom hatte in ihrem Teilnehmernetz lange Zeit ausschließlich ADSL-over-ISDN-Schaltungen zugelassen, so dass auch Kollokations-Wettbewerber lediglich Annex B implementieren konnten; seit 2006 besteht zusätzlich eine Zulassung für ITU G.992.5 Annex M, was jedoch ungenutzt blieb.
Im restlichen Europa, Russland und in den USA wird vorwiegend Annex A bzw. in Ländern mit hohem ISDN-Marktanteil (etwa in der Schweiz, in Skandinavien, in Belgien, den Niederlanden und in Österreich) ein Mischbetrieb von Annex A (an Analoganschlüssen und bei purem ADSL/Bitstream) und reichweiten- und bandbreitenschwachem Annex B (lediglich an ISDN-Anschlüssen) eingesetzt, der laut Swisscom unproblematisch ist.

## ADSL und ADLS2/2+-Normen
| Norm                  | Name                    | Empfangsrate (Downstream) | Senderate (Upstream) | Faktor   |
| --------------------- | ----------------------- | ------------------------- | -------------------- | -------- |
| ANSI T1.413 Issue 2   | ADSL                    | 8 Mbit/s                  | 0,6 Mbit/s           | 13,3 : 1 |
| ITU-T G.992.1         | ADSL (G.dmt)            | 8 Mbit/s                  | 1 Mbit/s             | 8 : 1    |
| ITU-T G.992.1 Annex A | ADSL over POTS          | 10 Mbit/s                 | 1 Mbit/s             | 10 : 1   |
| ITU-T G.992.1 Annex B | ADSL over ISDN          | 10 Mbit/s                 | 1 Mbit/s             | 10 : 1   |
| ITU-T G.992.2         | ADSL Lite (G.lite)      | 1,5 Mbit/s                | 0,5 Mbit/s           | 3 : 1    |
| ITU-T G.992.3         | ADSL2 (G.bis)           | 12 Mbit/s                 | 1,2 Mbit/s           | 10 : 1   |
| ITU-T G.992.3 Annex A | ADSL2 over POTS         | 12 Mbit/s                 | 1 Mbit/s             | 12 : 1   |
| ITU-T G.992.3 Annex B | ADSL2 over ISDN         | 12 Mbit/s                 | 1 Mbit/s             | 12 : 1   |
| ITU-T G.992.3 Annex I | All-digital mode ADSL2  | 12 Mbit/s                 | 3,2 Mbit/s           | 3,75 : 1 |
| ITU-T G.992.3 Annex J | All-digital mode ADSL2  | 12 Mbit/s                 | 3,5 Mbit/s           | 3,43 : 1 |
| ITU-T G.992.3 Annex L | RE-ADSL2                | 6 Mbit/s                  | 1,2 Mbit/s           | 5 : 1    |
| ITU-T G.992.3 Annex M | ADSL2 extended upstream | 12 Mbit/s                 | 3,5 Mbit/s           | 5 : 1    |
| ITU-T G.992.4         | ADSL2 (G.bis.lite)      | 12 Mbit/s                 | 1 Mbit/s             | 12 : 1   |
| ITU-T G.992.5         | ADSL2+                  | 24 Mbit/s                 | 1 Mbit/s             | 24 : 1   |
| ITU-T G.992.5 Annex A | ADSL2+ over POTS        | 24 Mbit/s                 | 1 Mbit/s             | 24 : 1   |
| ITU-T G.992.5 Annex B | ADSL2+ over ISDN        | 24 Mbit/s                 | 1 Mbit/s             | 24 : 1   |
| ITU-T G.992.5 Annex I | All Digital ADSL2+      | 24 Mbit/s                 | 3,2 Mbit/s           | 7,5 : 1  |
| ITU-T G.992.5 Annex J | All Digital ADSL2+      | 24 Mbit/s                 | 3,5 Mbit/s           | 6,86 : 1 |
| ITU-T G.992.5 Annex M | ADSL2+M                 | 24 Mbit/s                 | 3,5 Mbit/s           | 6,86 : 1 |